# Juan Bautista Alberdi (Tucumán)
Juan Bautista Alberdi is een plaats in het Argentijnse bestuurlijke gebied Juan Bautista Alberdi in de provincie  Tucumán. De plaats telt 23.142 inwoners.

## Geboren
- Joaquín Correa (1994), voetballer